# Neopaganismo semítico
O neopaganismo semítico é um grupo de novas religiões baseadas em ou tentando reconstruir as antigas religiões semíticas, sendo um movimento cultural praticado no Ocidente, principalmente entre judeus étnicos recentemente nos Estados Unidos.

## Neopaganismo judaico
A noção de politeísmo israelita ou judeu histórico foi popularizada nos Estados Unidos durante a década de 1960 por Raphael Patai em A Deusa Hebraica, concentrando-se no culto às deusas femininas, como o culto a Asherah no Templo de Salomão.
Durante o crescimento do neopaganismo nos Estados Unidos ao longo da década de 1970, surgiram vários grupos menores de orientação cananeia ou israelita. A maioria continha elementos sincretísticos do esoterismo ocidental.
Formas de religiões inspiradas em bruxaria no meio semítico, como a Jewitchery, também podem ser incluídas no movimento neopagão semítico. Esses grupos são particularmente influenciados pelo feminismo judeu, concentrando-se nos cultos das deusas dos israelitas.
Um notável grupo contemporâneo levantino neopagão é conhecido como Am Ha Aretz (עם הארץ , lit. "Povo da Terra", um termo rabínico para judeus sem instrução e sem religião), "AmHA", abreviado, com sede em Israel. Este grupo nasceu de Ohavei Falcha, "Amantes do Solo", um movimento fundado no final do século XIX.
Elie Sheva, de acordo com seu próprio testemunho, um "líder eleito da AmHA" teria fundado um ramo americano do grupo, conhecido como Assembleia Hebraica Primitiva.
Beit Asherah ("Casa de Asherah") foi um dos primeiros grupos neopagãs judeus, fundado no início dos anos 90 por Stephanie Fox, Steven Posch e Magenta Griffiths. Magenta Griffiths é a Alta Sacerdotisa do coven de Beit Asherah e ex-membro do conselho da Aliança da Deusa.
Movimentos neopagãos semitas também foram relatados em Israel e no Líbano.

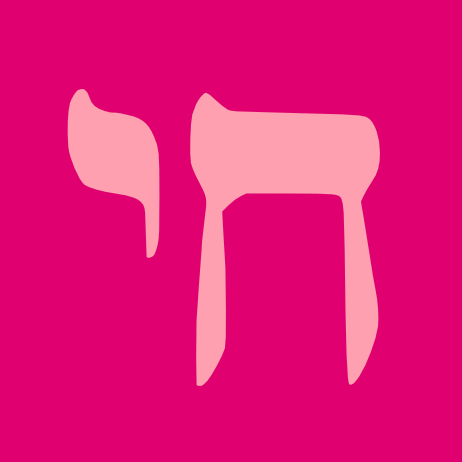
Um Chai rosa visto em Jewitchery

### Relações com a história
O judaísmo esotérico tem uma relação íntima com o feminismo do século XX e com a solidariedade contra a inquisição na época da caça as bruxas. É um movimento calcado em solo e sangue com inspiração romântica do século XIX. Existem pessoas que comparam este movimento com a transição da igreja primitiva para a igreja católica. Nos anos 90 esse movimento cresceu com a migração de judeus do bloco comunista caído para Israel. Esse culto também é praticado por árabes de matriz cristã e demais povos semitas associais. Além disso esses cultos são associados a políticas de secularismo étnico.